# Miersiella
- Commons
- Wikispecies

Miersiella é um género botânico pertencente à família Burmanniaceae,  que inclui Miersiella umbellata.
1. ↑  «Miersiella — World Flora Online». www.worldfloraonline.org. Consultado em 19 de agosto de 2020